# 536 a.C.

## Eventos
- 61a olimpíada: Agatarco de Córcira, vencedor do estádio.[1]